# Басиновка
Баси́новка (баш. Баҫыу) — деревня в Бакалдинском сельсовете Архангельского района Республики Башкортостан России.

## Географическое положение
Расстояние до:
- районного центра (Архангельское): 16 км,
- центра сельсовета (Бакалдинское): 6 км,
- ближайшей железнодорожной станции (Приуралье): 22 км.

Вблизи деревни протекает река Басу, находится остановочный пункт 40 километр.

## История
Деревня Басиновка при речке Басу в 20-х годах XX столетия была известна как Басиновские хутора, состоявшие в 1925 г. из 53 хозяйств.

## Население
| 2002 | 2009 | 2010 |
| ---- | ---- | ---- |
| 152  | ↘147 | ↘133 |

Национальный состав
Согласно переписи 2002 года, преобладающие национальности — башкиры (38 %), русские (33 %).